# Rich Hickey
Rich Hickey to twórca języka programowania Clojure – nowoczesnego dialektu języka programowania Lisp. Rich Hickey ma ponad 20 lat doświadczenia w tworzeniu oprogramowania. Około 2 i pół roku zajęło mu wydanie pierwszej wersji Clojure, a pierwszymi jego odbiorcami byli jedynie znajomi ze społeczności Lispu.